# 黃秉乾 (律師)
黃秉乾，MBE，JP[?]（1928年2月14日—2007年4月23日），香港事務律師，1964年至1984年擔任的近律師行合夥人，1984年因捲入「佳寧案」辭職離港，長居美國。
黃秉乾畢業於英國劍橋大學三一學堂，1959年註冊成為香港執業事務律師，並獲的近律師行聘用。身為當時香港少有的華人律師，黃秉乾在六十至七十年代曾擔任不少社會公職，當中包括1960年至1961年當選保良局庚子年總理，以及1961年至1962年當選保良局辛丑年首總理和博愛醫院辛丑年總理。1966年，他獲香港政府委任為九龍騷動調查委員會委員，促成委員會於同年12月發表報告書。他在1967年獲頒授MBE勳銜，1970年再奉委為非官守太平紳士。
1980年，黃秉乾與的近律師行高級合夥人溫寶樹和合夥人潘兆忠協助佳寧集團以高價售出整幢金門大廈，但佳寧後來被揭發其實從未完成有關交易，卻把交易利潤列入公司業績內，涉嫌串謀詐騙一眾佳寧股東和債權人。1984年5月，香港警方正式向黃秉乾發出拘捕令，然而他當時據報已經身處美國。經過多年的司法程序，黃秉乾涉及「佳寧案」的控罪最終於1988年獲當局撤銷。

## 生平

### 早年生涯
黃秉乾祖籍廣東台山，1928年2月14日生於海峽殖民地新加坡。他的父親黃兆焜是當地企業家黃亞福的兒子。黃秉乾年幼時獲安排入讀香港的赤柱聖士提反書院，過寄宿生活，期間經歷第二次世界大戰。畢業後，他赴笈英國考入劍橋大學三一學堂，1954年取得文學士（BA）學位畢業，1959年獲加授文學碩士（MA）名銜。黃秉乾學成回港後曾任聖士提反書院校董，1960年至1961年當選聖士提反書院舊生會會長。

### 社會公職
1959年，黃秉乾註冊成為香港執業事務律師，並獲的近律師行聘用，其後於1964年6月獲邀成為合夥人。他在的近任職多年，直到1984年5月辭職的時候，他在一眾的近律師行合夥人當中排行第三。除此以外，黃秉乾也歷任兆焜置業信託有限公司董事和佳寧集團旗下其昌人壽水火保險有限公司董事等工商職務。
的近律師行當時是香港歷史最悠久的律師事務所之一，黃秉乾加入的近成為少有的華人律師後，在六十至七十年代曾擔任不少社會公職，當中包括在1960年至1961年當選保良局庚子年總理，以及在1961年至1962年當選保良局辛丑年首總理和博愛醫院辛丑年總理。保良局以外，特別關注香港兒童福利的黃秉乾也長期參與香港聖公會轄下兒童安置所（香港青少年培育會前身）和童膳會的工作，除了分別歷任兩個組織的委員職務，還於1965年至1966年和1971年至1972年兩度當選兒童安置所主席。與南華體育會關係密切的他，也是該會永遠董事和法律顧問。
黃秉乾在大小善團任職，逐漸得到香港政府留意，他在1962年至1971年奉委港府社會福利諮詢委員會委員、1964年至1973年奉委華人永遠墳場管理委員會委員、1965年奉委香港體罰法律及施行慣例檢討委員會委員，並歷任私人遊樂土地批租顧問委員會委員等職。1966年4月，香港發生天星小輪加價事件，連場示威活動演變成為騷動，結果港府出動軍警維持秩序。事後，時任香港總督戴麟趾爵士會同行政局決定設立九龍騷動調查委員會，由首席按察司何瑾爵士擔任主席，委員則由香港童軍總會總監羅徵勤、香港大學前校長賴廉士爵士和黃秉乾三人擔任，委員會後來於1966年12月發表《九龍騷動調查委員會報告書》，對事件作出檢討和提出建議。黃秉乾長期參與社會事務，為他在1967年換來一面MBE勳銜；他後來在1970年3月11日成為非官守太平紳士。

### 「佳寧案」
1980年1月，商人陳松青的佳寧集團聯同以鍾正文為首的益大集團，作價9.98億港元向置地公司購入整幢位於中環的金門大廈。同年8月，佳寧宣佈計劃以16.8億港元把大廈轉售予林秀峰和林秀榮兄弟的百寧順集團，短短大半年間帳面賺取超過6億港元，引起輿論哄動。1975年落成的金門大廈樓高37層，屬於甲級商業樓宇，最初由怡和集團擁有，置地於1978年12月以7.15億港元從怡和購入，之後才把大廈售予佳寧。佳寧集團購入和轉售金門大廈，過程中得到的近律師行高級合夥人溫寶樹（John Wimbush）跟另外兩名合夥人黃秉乾和潘兆忠等人協助。

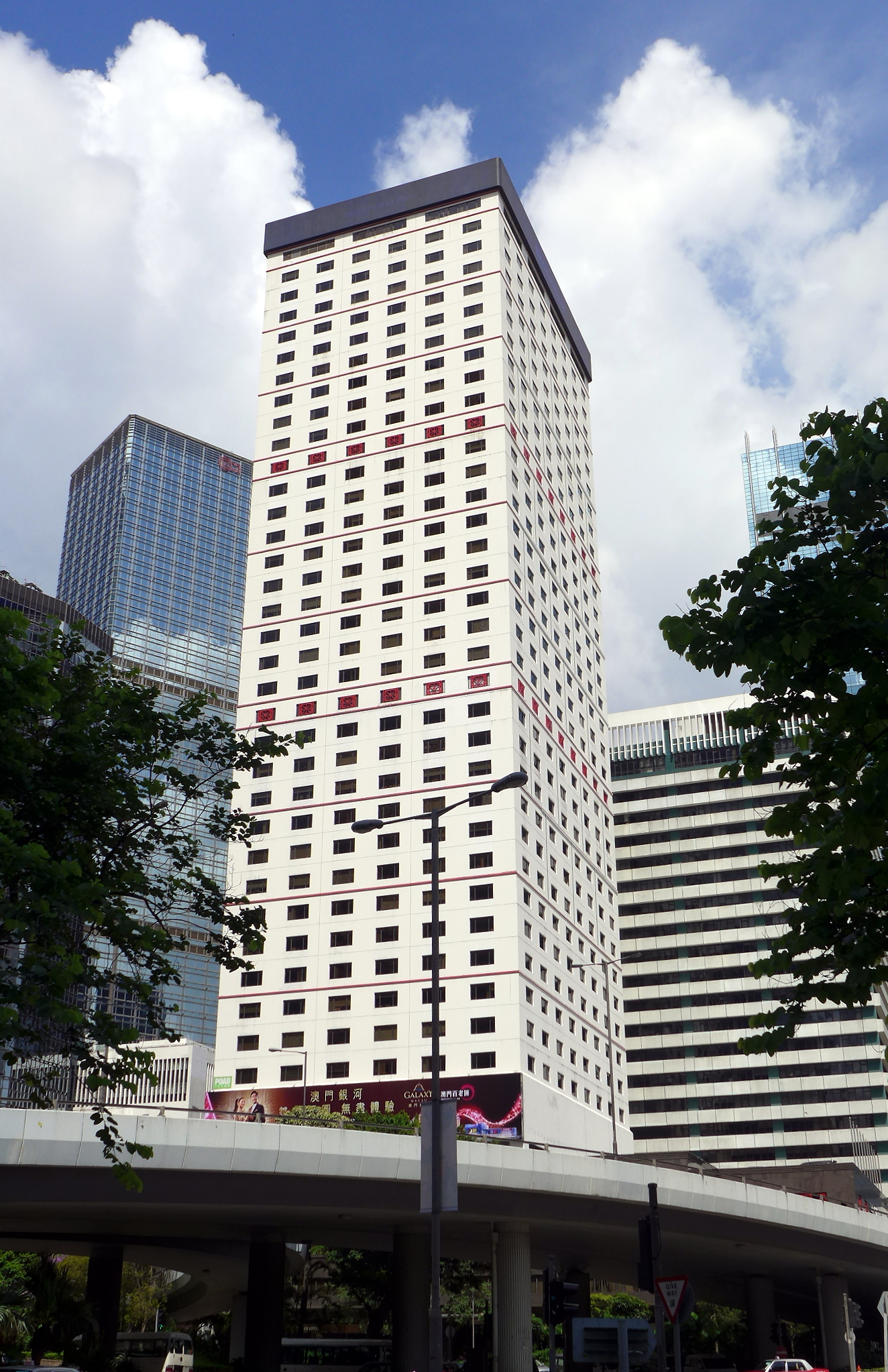
金門大廈後來先後易名為佳寧中心和美國銀行中心（圖）

然而，佳寧泡沫在1982年爆破後，涉及佳寧集團陳松青等人的多項懷疑詐騙行為逐漸曝光，引起當局調查。1983年10月，警方正式落案起訴面臨清盤的佳寧集團主席陳松青和執行董事何桂全涉嫌偽造業績報告，其後進一步起訴多名涉案人士，而的近律師行作為佳寧集團的法律顧問，故警方也曾經試圖帶同搜查令登門搜證，但被對方入稟法院提出反對。1984年4月13日，曾被警方邀請問話的溫寶樹被發現離奇溺斃於寓所游泳池，屍體頸部用尼龍繩繫上一塊混凝土水渠蓋，死因裁判法庭後來裁定溫寶樹死於自殺。與此同時，警方欲邀請黃秉乾和潘兆忠問話，但據悉兩人已分別前赴美國和澳洲。
1984年5月初，消息傳出警方準備起訴黃秉乾和潘兆忠，警方發言人初時以行動保密為理由拒絕評論。直到同月22日陳松青等被告提訊期間，控方在庭上宣讀各人控罪，並在其中一項控罪中點名指出溫寶樹、黃秉乾和潘兆忠聯同陳松青等人，隱藏佳寧從未真正把金門大廈轉售予百寧順的事實，但卻把交易利潤列入1980年9月公佈的公司業績內，涉嫌串謀詐騙一眾佳寧股東和債權人。未幾，警方於5月28日正式發出拘捕令通緝黃秉乾和潘兆忠，的近律師行當晚也發聲明表示兩人於同日離任合夥人職務；但鑑於兩人都不在香港，警方只能尋求國際刑警留意兩人動態。
由於「佳寧案」案情複雜，案中的不同控罪需要分開審理，而「金門大廈案」即為「佳寧案」的其中一案。1987年9月，高等法院審結另一宗涉及「佳寧案」的串謀詐騙案，但主審法官以控方「控罪重複」等原因為理由，戲劇性地撤銷控罪，包括陳松青在內的六名被告當庭獲釋，引起輿論譁然。翌年5月，「金門大廈案」在高等法院開審，這時控方卻指出案中首被告陳松青和次被告何桂全尚涉及第三宗串謀詐騙案，考慮到該案案情更為嚴重，為免兩案同時審訊引起混淆，故決定不提證供起訴該案的各名被告，並獲法官接納，結果五名被告均判無罪獲釋。
事實上，黃秉乾和潘兆忠一直身處外地，因此兩人未有在「金門大廈案」中列為被告，隨著該案五名被告無罪獲釋，涉及兩人的控罪也獲控方撤銷。不過，案中主謀陳松青仍要面對多項涉及「佳寧案」的其他控罪，經過多年的司法程序，高等法院最終在1996年裁定陳松青兩項串謀詐騙罪罪名成立，判監三年。

### 晚年生涯
黃秉乾離開的近律師行以前，於1983年7月向該行另一合夥人韋爾斯（Alan Wells）出售的近律師行0.37%的合夥人股份連同投放於渣打銀行香港信託的相應股份，作價27.4萬港元。1984年1月，黃秉乾再向對方出售的近律師行及投放於渣打信託0.26%的合夥人股份，作價18.7萬港元。雙方在兩次交易都同意以分期付款的方式按月攤還。然而，韋爾斯自1984年9月起停止每月還款，並發通知向黃秉乾表示他將停止還款及願意承擔個人法律責任的決定，涉及款項為31.5萬港元。黃秉乾涉及「佳寧案」的控罪被撤銷後，曾於1990年10月入稟香港最高法院，試圖向韋爾斯追討欠款，當時他報稱定居美國加利福尼亞州三藩市。
2007年4月23日，黃秉乾於三藩市逝世，終年79歲；可是香港特別行政區政府透過《憲報》發表的2017年非官守太平紳士名單當中，黃秉乾卻仍然榜上有名，是罕有地已經身故多年但仍未從名單上移除的太平紳士。

## 個人生活
黃秉乾已婚，在香港生活期間，他曾經活躍於九龍西區扶輪社，1963年出任秘書、1965年當選副社長，其後於1966年至1967年出任社長。

## 榮譽
- 以下列出榮譽全稱及縮寫：^ 
  - 英帝國員佐勳章（M.B.E.） （1967年英女皇壽辰授勳名單[22]）
  - 非官守太平紳士（J.P.） （1970年3月11日[23]）

## 附註
1. ↑  一作Wong Peng-kuen。[2]

## 注腳
1. ↑  Lim, Patricia Pui Huen, Wong Ah Fook: Immigrant, Builder, and Entrepreneur. Pg.168
2. 1 2  Lim (2002), p.174.
3. 1 2 3 4 5 6 7  〈保良局新首長誕生，林文傑當選主席〉（1961年4月5日）
4. 1 2  "Maurice Ping Kin Wong" (retrieved on 15 July 2017)
5. 1 2  The Martindale-Hubbell Law Directory Volume 7 (1981), p.4313.
6. 1 2  〈中小學校兩間畢業授憑典禮〉（1960年10月23日）
7. ↑  "St. Stephen's Sports: Keen Competition Among College Students - Two Records Broken" (2 March 1936)
8. ↑  The Cambridge University List of Members 1976 (1976), p.1022.
9. ↑  "Notice" (15 June 1964)
10. 1 2  〈警方發拘捕令通緝律師黃秉乾潘兆忠〉（1984年5月30日）
11. 1 2  "2 more lawyers linked to the Carrian affair" (24 April 1984)
12. 1 2 3  "Lawyers leave Deacons" (29 May 1984)
13. ↑  〈保良局選出下屆新總理〉（1960年3月26日）
14. ↑  〈香港兒童安置所十八屆委員就職〉（1965年4月29日）
15. 1 2  〈英女王壽辰授勛，港人士名單一批〉（1967年6月10日）
16. ↑  〈香港兒童安置所廿四屆委員就職禮〉（1971年6月3日）
17. ↑  〈港府任免令〉（1962年9月22日）
18. ↑  《華人永遠墳場管理委員會100周年特刊》（2013年），頁10。
19. ↑  張家偉（2012年），頁19至23。
20. ↑  〈調查騷動原因，港府設委員會〉（1966年5月6日）
21. ↑  張家偉（2012年），頁23至25。
22. 1 2  "Supplement to Issue 44326 （页面存档备份，存于）", London Gazette, 2 June 1967, p.6291.
23. 1 2  Civil and Miscellaneous Lists, Hong Kong Government (1973), p.89.
24. 1 2  祝春庭（1996年），第五十七章。
25. 1 2 3 4  〈發出圖片盼知情者助尋，警方緝潘兆忠黃秉乾，針對金門大廈一交易〉（1984年5月30日）
26. ↑  〈佳寧詐騙案：風光背後〉（造訪於2017年7月15日）
27. ↑  〈佳寧主席陳松青及何桂全裁判署提堂，被控偽造業務報告涉及款項達六億元〉（1983年10月5日）
28. 1 2  〈佳寧案串謀訛騙証據不足，陳松青等六被告當庭省釋〉（1987年9月16日）
29. ↑  〈警方申請搜查令，的近曾反對有效〉（1984年4月14日）
30. ↑  〈溫寶樹沉屍泳池底，法官裁定死於自殺〉（1984年7月19日）
31. ↑  〈傳兩律師可能被起訊，涉及佳寧集團事件〉（1984年5月3日）
32. ↑  〈佳寧事件爆串騙疑案，五被告昨提堂准保釋〉（1984年5月23日）
33. ↑  〈涉嫌串謀欺騙佳寧股東，兩律師已離港，當局要求國際刑警注意〉（1984年6月1日）
34. ↑  〈佳寧詐騙案：與主犯角力〉（造訪於2017年7月15日）
35. 1 2  〈金門大廈交易涉嫌訛騙案，控方突撤銷起訴，陳松青當庭省釋〉（1988年5月21日）
36. 1 2 3 4 5 6  "Deacons partner sued for $315,000" (26 October 1990)
37. ↑  〈佳寧詐騙案：鐵證如山〉（造訪於2017年7月15日）
38. ↑  〈第326號公告 （页面存档备份，存于）〉，《香港特別行政區政府憲報》，2017年1月20日。
39. ↑  〈黃秉乾遞補九龍西扶社秘書〉（1963年12月28日）
40. ↑  〈龍西扶輪社張子璇黃秉乾膺社長〉（1965年4月22日）
41. ↑  〈九龍西扶輪社黃秉乾膺選為社長〉（1966年3月17日）

### 英文資料
- "St. Stephen's Sports: Keen Competition Among College Students - Two Records Broken", South China Morning Post, 2 March 1936, p.10.
- "Notice", South China Morning Post, 15 June 1964, p.19.
- Civil and Miscellaneous Lists, Hong Kong Government. Hong Kong: Government Printer, 1973.
- The Cambridge University List of Members 1976. Cambridge University Press, 1976.
- The Martindale-Hubbell Law Directory Volume 7. Martindale-Hubbell Law Directory, Incorporated, 1981.
- "2 more lawyers linked to the Carrian affair （页面存档备份，存于）", Singapore Monitor (2nd Edition), 24 April 1984, p.7.
- "Lawyers leave Deacons", South China Morning Post, 29 May 1984, p.1.
- "Deacons partner sued for $315,000", South China Morning Post, 26 October 1990, p.8.
- Lim, Patricia Pui Huen, Wong Ah Fook: Immigrant, Builder, and Entrepreneur. Times Editions, 2002. ISBN 978-9-81232-369-9
- "Maurice Ping Kin Wong （页面存档备份，存于）", United States Social Security Death Index, retrieved on 15 July 2017.

### 中文資料
- 〈保良局選出下屆新總理〉，《華僑日報》第二張第三頁，1960年3月26日。
- 〈中小學校兩間畢業授憑典禮〉，《華僑日報》第四張第三頁，1960年10月23日。
- 〈保良局新首長誕生，林文傑當選主席〉，《華僑日報》第一張第四頁，1961年4月5日。
- 〈港府任免令〉，《華僑日報》第二張第一頁，1962年9月22日。
- 〈黃秉乾遞補九龍西扶社秘書〉，《華僑日報》第三張第二頁，1963年12月28日。
- 〈龍西扶輪社張子璇黃秉乾膺社長〉，《華僑日報》第三張第一頁，1965年4月22日。
- 〈香港兒童安置所十八屆委員就職〉，《華僑日報》第三張第二頁，1965年4月29日。
- 〈九龍西扶輪社黃秉乾膺選為社長〉，《華僑日報》第三張第一頁，1966年3月17日。
- 〈調查騷動原因，港府設委員會〉，《大公報》第一張第四版，1966年5月6日。
- 〈英女王壽辰授勛，港人士名單一批〉，《華僑日報》第三張第四頁，1967年6月10日。
- 〈香港兒童安置所廿四屆委員就職禮〉，《華僑日報》第三張第一頁，1971年6月3日。
- 〈佳寧主席陳松青及何桂全裁判署提堂，被控偽造業務報告涉及款項達六億元〉，《華僑日報》第二張第一頁，1983年10月5日。
- 〈警方申請搜查令，的近曾反對有效〉，《工商晚報》第八頁，1984年4月14日。
- 〈傳兩律師可能被起訊，涉及佳寧集團事件〉，《香港工商日報》第六頁，1984年5月3日。
- 〈佳寧事件爆串騙疑案，五被告昨提堂准保釋〉，《大公報》第一張第四版，1984年5月23日。
- 〈警方發拘捕令通緝律師黃秉乾潘兆忠〉，《工商晚報》第一頁，1984年5月30日。
- 〈發出圖片盼知情者助尋，警方緝潘兆忠黃秉乾，針對金門大廈一交易〉，《大公報》第一張第四版，1984年5月30日。
- 〈涉嫌串謀欺騙佳寧股東，兩律師已離港，當局要求國際刑警注意〉，《香港工商日報》第六頁，1984年6月1日。
- 〈溫寶樹沉屍泳池底，法官裁定死於自殺〉，《華僑日報》第三張第二頁，1984年7月19日。
- 〈佳寧案串謀訛騙証據不足，陳松青等六被告當庭省釋〉，《華僑日報》第二張第一頁，1987年9月16日。
- 〈金門大廈交易涉嫌訛騙案，控方突撤銷起訴，陳松青當庭省釋〉，《華僑日報》第二張第一頁，1988年5月21日。
- 祝春庭著，《香港商戰風雲錄（下）》。廣州：廣州出版社，1996年。
- 張家偉著，《六七暴動：香港戰後歷史的分水嶺》。香港：香港大學出版社，2012年。 ISBN 978-9-88808-396-1
- 《華人永遠墳場管理委員會100周年特刊 （页面存档备份，存于）》。香港：華人永遠墳場管理委員會，2013年。
- 〈佳寧詐騙案：風光背後 （页面存档备份，存于）〉，《香港廉政公署》，造訪於2017年7月15日。
- 〈佳寧詐騙案：與主犯角力 （页面存档备份，存于）〉，《香港廉政公署》，造訪於2017年7月15日。
- 〈佳寧詐騙案：鐵證如山 （页面存档备份，存于）〉，《香港廉政公署》，造訪於2017年7月15日。

## 外部鏈結
- 佳寧詐騙案 （页面存档备份，存于）（香港廉政公署）
- 的近律師行 （页面存档备份，存于）

| 其他職務      | 其他職務                             | 其他職務      |
| ------------- | ------------------------------------ | ------------- |
| 前任： 王澤森 | 聖士提反書院舊生會會長 1960年–1961年 | 繼任： 伍秉堅 |
| 前任： 張子璇 | 九龍西區扶輪社社長 1966年–1967年     | 繼任： 張貴恆 |